# Bakary Soumaré
Bakary Soumaré (* 9. September 1985 in Bamako) ist ein malischer ehemaliger Fußballspieler, der zuletzt beim FC Dallas unter Vertrag stand. Seine bevorzugte Position war die Innenverteidigung.

## Karriere

### Jugend
Soumaré verbrachte den Großteil seiner Kindheit in Paris, ehe er 2002 als Jugendlicher Aufnahme in den Fußballkader der La Salle Academy in New York City fand. Nach seinem Wechsel zum Team der University of Virginia im Jahr 2005 – für das er jedoch erst im darauffolgenden Jahr zu nennenswerten Einsatzzeiten kam – spielte sich Soumaré in den Fokus der US-amerikanischen Profiteams.

### Profikarriere
Beim MLS SuperDraft verpflichtete ihn im Januar 2007 Chicago Fire für die Mannschaft in der Major League Soccer. Er verblieb bis zur Saison 2009 bei dem Franchise aus Chicago, wo er 63 Ligaspiele absolvierte. Infolge einer Auseinandersetzung mit Trainer Denis Hamlett in der Halbzeit einer Ligapartie kam es im August 2009 zum Bruch zwischen Soumaré und Chicago Fire.
Wenige Tage nach diesem Vorfall wechselte Soumaré zu US Boulogne in die französische Ligue 1. Dort übernahm er die Funktion des Spielführers und spielte zweieinhalb Jahre in der ersten und zweiten Liga, wobei er 67 Ligaspiele absolvierte, in denen er zwei Tore für Boulogne erzielen konnte.
Im Januar 2012 wurde er für den Rest der Saison 2011/12 an den Karlsruher SC ausgeliehen, der darüber hinaus im Falle des Klassenerhalts über eine Kaufoption verfügte.  Nachdem er mit dem Karlsruher SC in der Relegation gegen den SSV Jahn Regensburg gescheitert und abgestiegen war, wechselte er zurück in die Major League Soccer, wo er bei Philadelphia Union die laufende Saison 2012 zu Ende bestritt.
Im Mai 2013 wechselte Soumaré zurück zu Chicago Fire; er hatte um den Transfer gebeten, weil er kaum Einsatzzeiten hatte. In den Saisons 2013 und 2014 kam er in weiteren 48 Ligaspielen zum Einsatz. Im Spiel gegen DC United am 4. Oktober 2013 erzielte er sein erstes Tor in der MLS – sein einziges in 111 Ligaspielen für Chicago Fire.
Zur Saison 2015 wechselte Soumaré zu den Ligakonkurrenten Montreal Impact. Dort absolvierte er bis zum 16. Juli 2015 zehn Ligaspiele, außerdem wurde er in sechs Spielen der CONCACAF Champions League 2014/15 eingesetzt. Montreal Impact gab anschließend bekannt, dass Soumaré den Verein mit sofortiger Wirkung und auf eigenen Wunsch verlassen und sich dem FC Dallas anschließen werde. Im Gegenzug kam der Kanadier Kyle Bekker aus Dallas zu Impact. Für diesen Verein absolvierte er noch zehn Ligaspiele, bevor er zum 1. Januar 2016 seine aktive Laufbahn beendete.

### Nationalmannschaft
Aus Dankbarkeit gegenüber den Vereinigten Staaten, in denen es ihm erst möglich geworden war, Profifußballer zu werden, plante Soumaré ursprünglich, für deren Nationalteam aufzulaufen. Da er allerdings die US-amerikanische Staatsbürgerschaft nicht rechtzeitig erhielt, entschied er sich doch dafür, für sein Heimatland Mali anzutreten. Sein erstes Spiel für die die malische Fußballnationalmannschaft absolvierte er im Jahr 2009. Es folgten elf weitere Spiele, sein letztes Länderspiel absolvierte er am 14. Januar 2010 gegen Algerien.

## Privates
Soumaré ist zusätzlich zur malischen und US-amerikanischen auch im Besitz der französischen Staatsbürgerschaft. Seit Ende seiner Fußballkarriere ist er als Innenraumdesigner aktiv.